# Villar de Torre
Villar de Torre es un municipio de la comunidad autónoma de La Rioja (España), se sitúa en la Rioja Alta en la cabecera de comarca de Nájera en el valle del río Tuerto (La Rioja).

## Toponimia
“Villar” proviene del castellano antiguo y se suele referir a una “villa”, y “de Torre” podría referirse a las diversas casas solariegas que hay en el pueblo construidas en vertical.

## Historia
Una leyenda cuenta de la existencia de dos aldeas “Villar” y “Torre” las cuales se unieron tras el paso de una epidemia de peste.
Se han encontrado vestigios celtíberos posiblemente de un poblado pelendón y también se han encontrado artículos romanos.
La primera cita documental pertenece al año 943 cuando el rey García Sánchez I de Pamplona y su segunda esposa, Teresa Ramírez, someten la villa de Villar de Torre al monasterio de San Millán de la Cogolla.

## Geografía física
El municipio se encuentra en la cabecera del río Tuerto, engloba su nacimiento en las faldas del monte Fonfría (1302 m s. n. m.) hasta su salida hacia el municipio de Cañas.
Hasta los años 50, la localidad se distribuía en tres barrios muy diferenciados y separados entres sí, Yuso, Suso y San Juan, situándose en el centro de los tres la iglesia, la plaza, el puente sobre el río Tuerto y el lavadero. Entremedias de los tres se encontraban las huertas del río Tuerto.
Los barrios de Yuso y Suso se encuentran junto al río Tuerto, mientras que San Juan se encuentra más alejado. El barrio de Yuso al noroeste, sobre la margen izquierda del río Tuerto, se encuentra en lo más alto de la localidad por dónde discurre el camino a Villarejo. El barrio de Suso al noreste, también sobre la margen izquierda del río Tuerto, en la salida del camino de Badarán. Y el barrio de San Juan, al sur, sobre la margen derecha del río Tuerto es atravesado de este a oeste por la calle Cantón en dirección a San Millán.
Con la construcción en los años 50 de la avenida del Padre Facundo que pasaba a unir la carretera LR-204 con la plaza de la iglesia, y que cruzaba toda la zona de huertas que dividía los barrios de Suso y San Juan, comenzó a edificarse toda esa vía y otras adyacentes que se fueron creando quedando unidos los tres barrios, tal y como se ven a día de hoy.

## Geografía humana

### Demografía
En el Catastro del Marqués de la Ensenada, en 1751, contaba con 84 casas de las cuales 16 eran inhabitables, estando censados 44 vecinos, 16 viudas y 5 moradores. Por lo que tendría una población estimada de 241 habitantes.
Actualmente cuenta con una población de 147 habitantes (INE 2024).
| Gráfica de evolución demográfica de Villar de Torre entre 1842 y 2021                                                 |
| |
| Población de derecho según los censos de población del INE. Población de hecho según los censos de población del INE. |

## Administración
| Periodo   | Nombre                                        | Partido |
| --------- | --------------------------------------------- | ------- |
| 1979-1983 | Fernando Merino Rubio                         | PSOE    |
| 1987-1991 | José Alesanco Alonso                          | AP      |
| 1991-1995 | José Alesanco Alonso                          | PP      |
| 1995-1999 | Gregorio José Luis Rubio Matute               | PSOE    |
| 1999-2003 | Gregorio José Luis Rubio Matute               | PSOE    |
| 2003-2007 | Luis Carlos del Pozo Matute                   | PSOE    |
| 2007-2011 | Héctor Cañas Agustín                          | PP      |
| 2011-2015 | Héctor Cañas Agustín                          | PP      |
| 2015-2019 | Lucía Fernández Treviño / José Pedro Espinosa | PP      |
| 2019-2023 | Lucía Fernández Treviño                       | PP      |
| 2023-act. | Lucía Fernández Treviño                       | PP      |

## Patrimonio

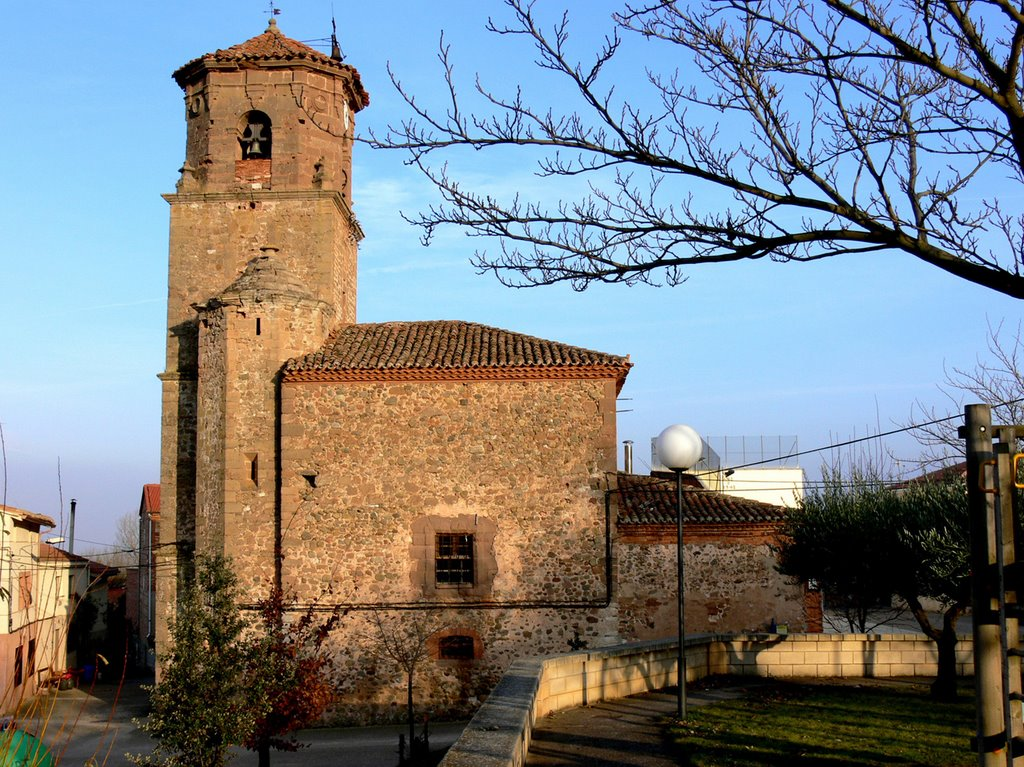
Iglesia de la Asunción

- Iglesia de Nuestra Señora de la Asunción. Data del siglo XVI, de una sola nave, posee un soportal de entrada en su fachada sur que protege el pórtico de acceso. Uno de sus mayores valores es su retablo mayor, de estilo romanista, realizado por los artistas Lázaro de Leiva y Miguel de Ureta entre los años 1589 y 1630. Este retablo al ser uno de los últimos de ambos artistas, marca el arranque del barroco riojano.[4]
- Lavadero Municipal. Ubicado en el centro de la localidad, frente a la iglesia y junto al puente sobre el río Tuerto que parte la localidad.

## Fiestas
- San Juan Bautista: el 24 de junio.
- San Juanito: el 25 de junio.
- Festival de la Patata Brava: El domingo del último fin de semana de agosto.
- Gracias: Primer fin de semana de septiembre.